# Batracomorphus alceus
Batracomorphus alceus är en insektsart som beskrevs av Knight 1983. Batracomorphus alceus ingår i släktet Batracomorphus och familjen dvärgstritar. Inga underarter finns listade i Catalogue of Life.